# Veyretella
Veyretella es un género de orquídeas de la subfamilia Orchidoideae. Se encuentra en el centro y oeste de África tropical.

## Especies
Listado de especies del género Veyretella aceptadas hasta mayo de 2011. Para cada una se indica el nombre binomial seguido del autor, abreviado según las convenciones y usos y la publicación válida.
1. Veyretella flabellata Szlach., Marg. & Mytnik, Ann. Bot. Fenn. 42: 227 (2005).
2. Veyretella hetaerioides (Summerh.) Szlach. & Olszewski, in Fl. Cameroun 34: 102 (1998).